# 814
814(팔백십사)는 813보다 크고 815보다 작은 자연수다.

## 수학
- 합성수로, 그 약수는 1, 2, 11, 22, 37, 74, 407, 814다. 진약수의 합은 554이므로, 814는 부족수다.
- 108번째 쐐기수다. 앞의 쐐기수는 806, 다음 쐐기수는 822이다.
- 자릿수 제곱합이 제곱수인 68번째 자연수다. ({\displaystyle 8^{2}+1^{2}+4^{2}=9^{2}}) 이 성질을 지닌 앞의 수는 806, 다음 수는 841이다. (OEIS의 수열 A175396)
- {\displaystyle 814=133+176+225+280}
  - 연속하는 네 팔각수의 합으로 나타낼 수 있는 가장 큰 세 자리 수다. 이 성질을 지닌 앞의 수는 630, 다음 수는 1022이다.
- {\displaystyle 43^{4}-1}은 814로 나누어떨어진다.

## 과학
- NGC 814(영어판): 고래자리 방향에 있는 렌즈형은하.
- 814 타우리스(영어판): 소행성.

## 교통

### 철도
- 수도권 전철 8호선 잠실역의 역번호.

### 도로
- 814번 지방도: 대한민국의 과거 지방도. 현재는 830번 지방도에 통합되었다.
- 814번 홋카이도도(일본어판)

## 군사
- 814 해군 항공대(영어판): 영국의 해군 항공대.
- LST-814(영어판): 제2차 세계 대전에 사용된 미국의 전차상륙함.

## 문화유산
- 대한민국의 보물 제814호: 창덕궁 선정전

## 기타
- 날짜: 8월 14일
- 연도: 814년, 기원전 814년